# Rugby union na Letnich Igrzyskach Olimpijskich 1908

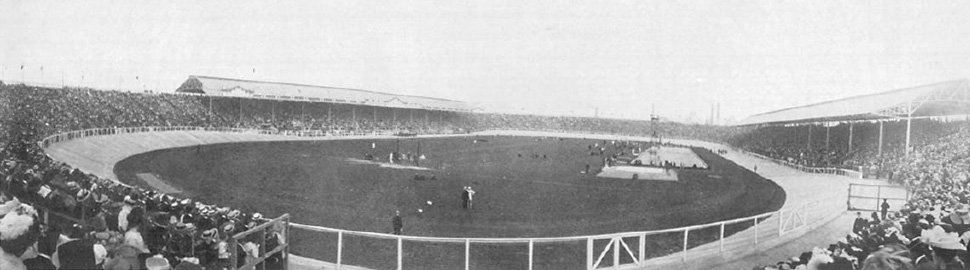
White City Stadium

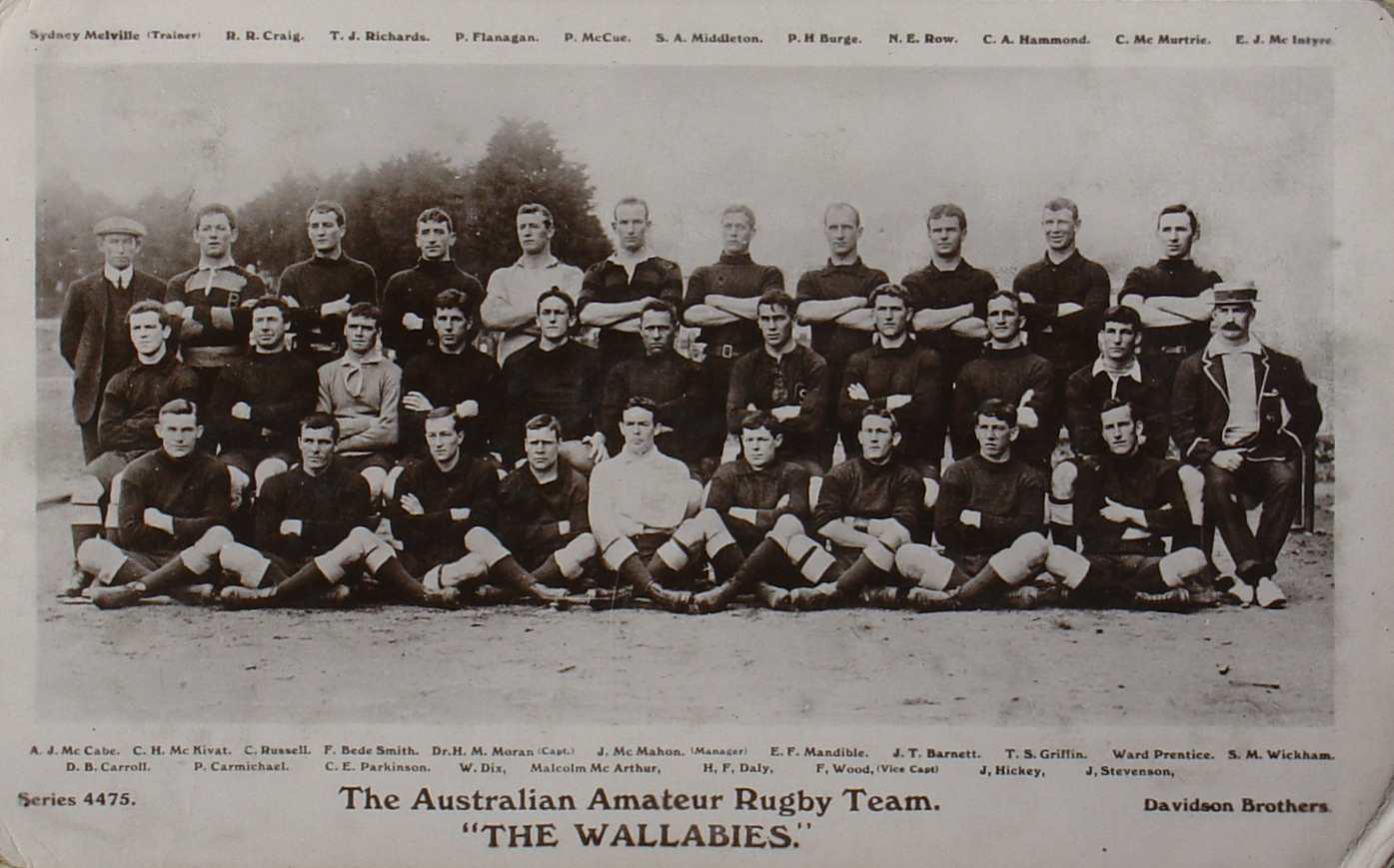
Wallabies z 1908 roku

Rugby union na Letnich Igrzyskach Olimpijskich 1908 było drugą edycją olimpijskich zawodów w rugby union w historii, a do rywalizacji przystąpiły ostatecznie dwa zespoły. Jedyne spotkanie rozegrane zostało 26 października 1908 roku na głównej arenie igrzysk, White City Stadium, a wyraźne zwycięstwo nad Brytyjczykami z Kornwalii odnieśli reprezentujący Australazję Australijczycy.

## Tło zawodów
Zgłoszenia chętnych do uczestnictwa zespołów były przyjmowane do 1 września 1908 roku, zaś sam turniej miał być rozegrany „około 19 października”. Za przeprowadzenie zawodów odpowiedzialny został Rugby Football Union, którego przedstawiciel, George Rowland Hill, został członkiem komitetu organizacyjnego igrzysk. Anglia, Nowa Zelandia, Południowa Afryka, Walia, Irlandia i Szkocja albo nie odpowiedziały, albo odrzuciły zaproszenia do udziału w turnieju. Zgłoszenie francuskie, które nadeszło tuż przed ustalonym terminem, okazało się jedynym, toteż Francuzi otrzymaliby złote medale, gdyby tylko stawili się w dniu meczu. Zgodzili się jednak na przedłużenie czasu przyjmowania zgłoszeń o sześć tygodni, by odbył się choć jeden pojedynek. The Times skomentował wówczas, iż farsą byłoby przeprowadzenie turnieju rugby union bez reprezentacji z Wysp Brytyjskich.
Rugby Football Union wystosował zatem zaproszenie do anglo-walijskiej drużyny przebywającej na tournée w Australii i Nowej Zelandii, jednak list do niej nie dotarł. Wyznaczył wówczas zespół Kornwalii – ówczesnych mistrzów angielskich hrabstw – do reprezentowania gospodarzy igrzysk. Następnie gotowość do gry wykazali również Australijczycy przebywający w Wielkiej Brytanii na pierwszym w historii tournée.
Oryginalny, ilustrowany program zawodów przewidywał pojedynek Brytyjczyków z Francuzami w poniedziałek 26 października, którego zwycięzca dzień później zmierzyłby się z Australijczykami. Wycofanie się francuskiego zespołu na tydzień przed zawodami spowodowało zmianę terminarza i jedyny mecz odbyć się miał 26 października. Francuzi przeprosili następnie za swoją nieobecność, tłumacząc ją niemożliwością skompletowania składu z powodu niechęci klubów do zwolnienia zawodników podczas odbywających się meczów ligowych. The Times ubolewał, że nie został przygotowany uaktualniony program zawodów ani też lista uczestniczących zawodników. Do rywalizacji przystąpiły ostatecznie dwie drużyny – reprezentacja Australii występująca pod flagą Australazji i zespół reprezentujący Kornwalię występujący dla Wielkiej Brytanii.
Oba te zespoły spotkały się trzy tygodnie wcześniej, 3 października 1908 roku w Camborne, a goście zwyciężyli 18–5. Mecz ten rozegrany był przy ładnej pogodzie i w obecności około dziesięciu tysięcy widzów. Kornwalijczycy otrzymawszy zaproszenie do uczestnictwa w igrzyskach już po tym meczu, uznając, iż nie mają większych szans na zwycięstwo, postanowili potraktować wyjazd do Londynu jako nagrodę za ich wcześniejsze sukcesy. Część drużyny spotkała się w niedzielę 25 października w Penzance, by rozpocząć podróż porannym pociągiem relacji Penzance–Paddington. Reszta zawodników miała dołączyć w Plymouth, jednak całą grupą postanowiono odłożyć dalszą podróż na czas lunchu. Po dwuipółgodzinnej przerwie zespół powrócił do pociągu, a do Londynu dotarł już po godzinie dwudziestej. Zawodnicy rozeszli się następnie w poszukiwaniu rozrywek. Następnego dnia zorganizowano dla nich zwiedzanie miasta, po czym zjedli lunch w The Garden Club z prezesem Cornwall Rugby Football Union. Przyjęli następnie zaproszenie na uroczystą kolację w Izbie Gmin wydawaną przez kornwalijskich członków Parlamentu.
Australijczycy natomiast byli wówczas w trakcie tournée rozpoczętego w sierpniu dwoma meczami w ojczyźnie, na Wyspach Brytyjskich od końca września rozegrali do tego czasu osiem spotkań. Siedem z nich zakończyło się ich zwycięstwem, jedyną porażkę odnieśli zaś dziewięć dni wcześniej z Llanelli. Do olimpijskich zawodów Australijczycy przystąpili bez kapitana zespołu, Herberta Morana, który dwa dni wcześniej doznał kontuzji w spotkaniu z londyńskim zespołem.
Zgodnie z zasadami gry podczas tych zawodów przyłożenie oraz karny warte były trzy punkty, podwyższenie dwa, zaś inne kopy na bramkę cztery.

## Zawody

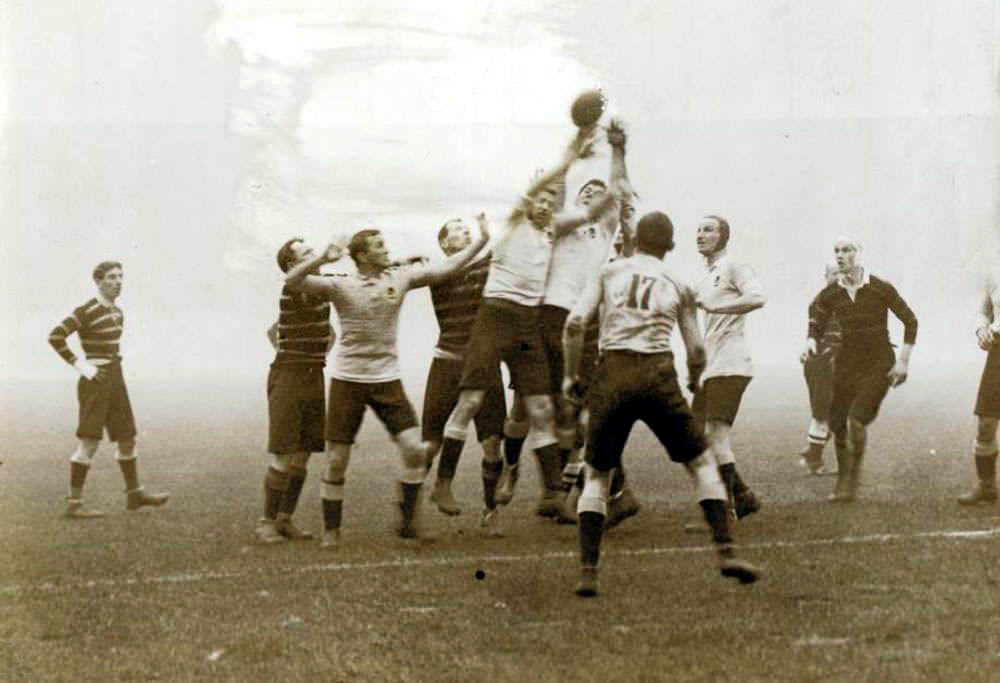
Jedyny mecz zawodów

Mecz został rozegrany na głównej arenie igrzysk – White City Stadium w Londynie. Boisko zostało wyznaczone wzdłuż stumetrowego otwartego basenu pływackiego, którego betonowe brzegi zostały wyłożone materacami w celu zapobieżenia kontuzji zawodników. Wzniesiono również siatkę odgradzającą, jednak co wyższe kopy przelatywały ponad nią i piłka lądowała w wodzie, skąd była wyławiana długimi drągami. Około dwóch–trzech tysięcy widzów, którzy zjawili się na meczu, niejako zniknęli w ogromie tego stadionu.
Dzień zawodów był pochmurny i ciemny, zalegająca na stadionie mgła była tak gęsta, iż trudno było rozpoznać zawodników po drugiej stronie boiska. Sama murawa była ciężka i podmokła, co było efektem kilkugodzinnego deszczu. W grze nie pomagały również częste przerwy na wyławianie skórzanej piłki z basenu, po których stawała się ona śliska i nasiąknięta wodą.
Przy braku większego zainteresowania publiczności mecz rozpoczął się o 15:15, Australijczycy wystąpili w złoto-zielonych strojach, ich rywale natomiast ubrani byli na czarno i złoto. Zawodnicy z południowej półkuli objęli prowadzenie już w pierwszych pięciu minutach, w dwudziestej ich przewaga zwiększyła się do dziesięciu punktów dzięki dobremu wsparciu gracza z piłką i szybkości zawodników. Po przyłożeniu zdobyli wówczas Jack Hickey i Arthur McCabe, oba podwyższył zaś Phil Carmichael, który jeszcze przed przerwą zdobył kolejne punkty kopem z czterdziestu jardów ustalając wynik na 13–0. Kornwalijczycy mieli przewagę masy w formacji młyna, mieli jednak problemy z przejęciem piłki, podobnie jak i w otwartej grze, którą preferowali Australijczycy. Brytyjczycy drugą część gry rozpoczęli z animuszem, jednak nie trafili dwóch karnych, a jedyne punkty dla nich zdobył Bert Solomon, który przyłożył piłkę na polu punktowym rywali po sprytnym podaniu Jamesa Daveya. Australijczycy odpowiedzieli natomiast dwoma przyłożeniami Daniela Carrolla i po jednym Toma Richardsa, Chrisa McKivata i McCabe'a, a dwa z nich podwyższył Carmichael. Mecz zakończył się zatem wynikiem 32–3. Australijczycy byli wyraźnie lepsi w operowaniu śliską piłką, a ich występ na White City Stadium był jednym z najlepszych podczas całego tournée.
Zespół kornwalijski był osłabiony brakiem kontuzjowanego Barrie Bennettsa oraz kilku innych graczy ze składu, który w poprzednim sezonie zdobył mistrzostwo hrabstw, co przełożyło się na brak spójności w grze. Zarówno The Times, jak i australijska prasa podkreślały, że zawodnicy z formacji młyna spisywali się dość dobrze, podczas gdy formacja ataku była zbyt wolna i nie miała odpowiedzi na zręczną grę ręką, szybkie kontrataki oraz spryt rywali.
Phillip Trevor z The Daily Telegraph w swym raporcie z meczu wskazywał na bezradność gospodarzy, z uznaniem wypowiadając się natomiast o postawie Australijczyków. Większy nacisk niż na wynik kładł jednak na styl odniesionego zwycięstwa. Z uwagi na panujące warunki nie spodziewano się efektownej gry, tak więc umiejętności, które przez cały mecz pokazywali gracze z południowej półkuli, zaskoczyły obecnych na stadionie kibiców. Dziennikarz podkreślał świetną grę całej formacji ataku, wśród której trudno byłoby szczególnie wyróżnić konkretnego zawodnika.
Oficjalny raport olimpijski stwierdził, że poziom tych zawodów odstawał od reszty igrzysk, podobnie jak i wynik brytyjskiej drużyny nie stanowił odzwierciedlenia jakości gry reprezentacji gospodarzy. Również Australijczycy byli zawiedzeni, oczekiwali bowiem rywalizacji z najlepszymi drużynami świata.
| 26 października 190815:15 | Australazja                                                                          | 32:3(13:0) | Wielka Brytania   | White City Stadium, Londyn Sędzia: Frank Potter-Irwin |
| 26 października 190815:15 | Hickey (1P) Carmichael (4pd, 1K) McCabe (2P) Carroll (2P) Richards (1P) McKivat (1P) | 32:3(13:0) | Bert Solomon (1P) | White City Stadium, Londyn Sędzia: Frank Potter-Irwin |

## Medaliści

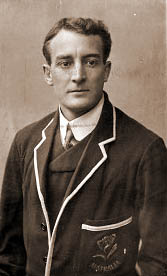
Tom Richards

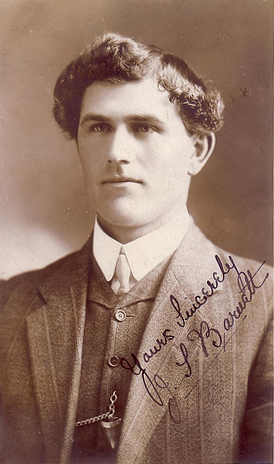
John Barnett

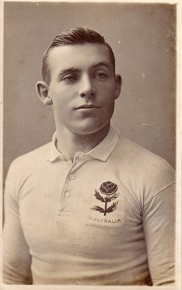
Daniel Carroll

| Konkurencja | Złoto       | Srebro          | Brąz          |
| Rugby union | Australazja | Wielka Brytania | nie przyznano |

## Składy
| Australazja | Wielka Brytania |
| --- | --- |
| - John Barnett - Phil Carmichael - Daniel Carroll - Bob Craig - Tom Griffin - Jack Hickey - Malcolm McArthur - Arthur McCabe - Paddy McCue - Chris McKivat - Charles McMurtrie - Sydney Middleton - Tom Richards - Charles Russell - Bede Smith | - James Davey - Frederick Dean - Edward Jackett - Richard Jackett - Edwin Jones - James Jose - Arthur Lawry - Charles Marshall - Barney Solomon - Bert Solomon - Nicholas Tregurtha - Joe Trevaskis - Thomas Wedge - Thomas Willcocks - Arthur Wilson |

## Stulecie zawodów
Sto lat później British Olympic Association zorganizował mecz upamiętniający olimpijskie zawody. Na Wembley 3 grudnia 2008 roku zmierzyły się w nim reprezentacja Australii i zaproszeniowa drużyna Barbarians złożona z angielskich, nowozelandzkich, australijskich, włoskich, samoańskich, walijskich i południowoafrykańskich zawodników. Zwycięsko z pojedynku wyszli Wallabies, a zespół Barbarians wystąpił w swoich tradycjnych czarno-białych strojach oraz w żółtych skarpetkach symbolizujących Kornwalię.